# Лот (Біблія)
Лот (івр. לוֹט), в П'ятикнижжі — син Гарана, племінник Авраама.

## Книга Буття

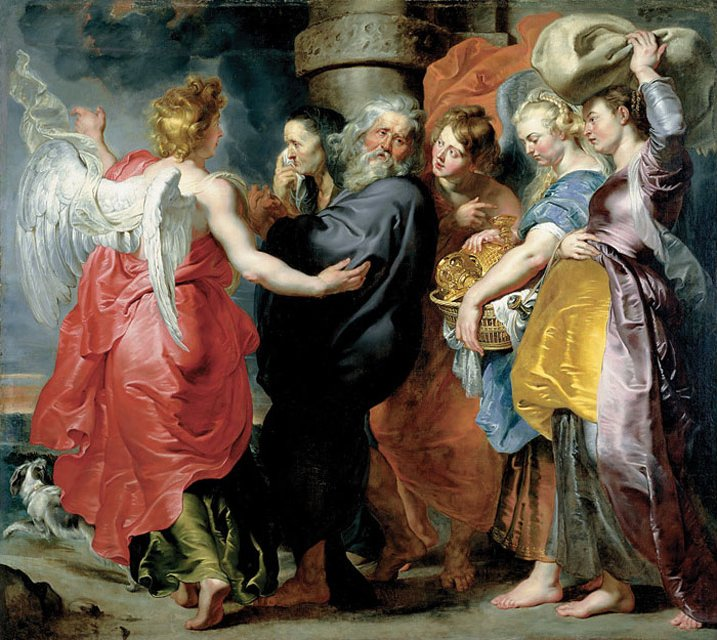
Лот і його сім'я покидають Содом (Пітер Пауль Рубенс).

### Вихід у Ханаан
За Книгою Буття, батько Аврама Терах покинув Ур і взявши з собою своїх дітей: Аврама і Нахора, Сару і Лота (свого онука від померлого раніше сина Гарана), попрямував в Ханаан. Там, у місті Харані (Північна Месопотамія) Терах помер. Після цього Бог велів Авраму піти з дому його батька і слідувати у землю що Він йому покаже. Лот пішов із своїм дядьком Авраамом, його дружиною Сарою спочатку в Ханаан. Після того, як Авраам вийшов з Єгипту, де придбав багато рабів і худоби,  разом вони рушили у Негев. У Лота теж була дрібна і велика худоба, а також намети. Майна Аврама і Лота було так багато, що пастухи Авраама сперечалися з пастухами Лота. Щоб уникнути розбрату, Лот відокремився і пішов на схід, до йорданської долини, що була тоді ще наводнювана, перед ти як Господь зруйнував Содом і Гомору. Під час нападу Кедорлаомера і союзних йому царів на Содом, Лот потрапив у полон, а майно його було забрано. Однак Авраам напав вночі на супротивника і звільнив Лота разом з усім майном, а також жінок і людей.

### Содом
Коли Лот сидів у брамі содомській, до нього прийшли два ангели, які хотіли перевірити, чи дійсно в Содомі твориться те, що про нього говорять. Лот запрошував ангелів до себе в будинок, але вони сказали, що будуть спати на вулиці. Лот їх сильно просив і нарешті упросив. Він зробив їм частування і спік прісні хліби. Однак не встигли вони ще лягти спати, як жителі всього міста прийшли до його будинку з вимогою вивести до них гостей, щоб содомляни «пізнали їх». Лот вийшов до жителів міста з відмовою, запропонувавши натомість двох своїх незайманих дочок, щоб ті робили з ними, що їм заманеться. Жителям міста це не сподобалося і вони стали проявляти агресію відносно до самого Лота. Тоді ангели засліпили їх, а Лота і його рідним наказали покинути місто, оскільки воно буде зруйноване. Зятям, які мали взяти дочок Лота, здалося, що це жарт і з Содому ангели вивели лише Лота, його дружину і дві дочки. Ангели наказали бігти на гору, ніде не зупиняючись і не обертаючись, щоб врятувати душу. Але Лот заявив, що на горі врятуватися не зможе і сховається в місті Цоар, на що Бог погодився і залишив Цоар цілим. По дорозі дружина Лота порушила вказівки й обернулася, внаслідок чого перетворилася на соляний стовп.
Вийшовши з Цоара, Лот оселився в печері під горою разом зі своїми дочками. Доньки, що залишилися без чоловіків, вирішили напоїти свого батька і переспати з ним, щоб народити від нього нащадків і відновити своє плем'я. Спочатку так вчинила старша, наступного дня — молодша; обидві завагітніли від свого батька. Старша народила Моава, предка моавитян, а молодша — Бен-Аммі, предка аммонитян.

## Новий Завіт
Ісус Христос відповідаючи фарисеям про Царство Боже та дні Сина Чоловічого: 
| Як було за днів Ноя, так буде й за днів Сина Чоловічого: їли, пили, женилися, виходили заміж, аж до дня, коли Ной увійшов до ковчегу; і надійшов потоп, і вигубив усіх їх. Так само сталось і за днів Лота: їли, пили, купували, продавали, садили, будували; та того дня, коли Лот вийшов з Содому, линуло вогнем і сіркою з неба, і всіх вигубило. Так само буде й того дня, як об'явиться Син Чоловічий. Хто буде того дня на крівлі, а речі його в хаті, нехай не злізає їх узяти. А хто на полі, так само нехай не повертається. Згадайте собі жінку Лота. Хто буде намагатися спасти своє життя, той його погубить; а хто його погубить, той збереже його живим.[11] |
Апостол Петро у своєму 2 посланні також вказуючи на лжевчителів, і як Бог звільняє від спокус, то відзначив праведність Лота:
| ..і коли він, щоб дати приклад безбожникам майбутнім, міста Содом і Гомору обернув у попіл, засудив їх на загладу цілковиту; коли він вирятував праведного Лота, якого пригнітала розбещена поведінка беззаконників....то Господь знає, як визволяти побожних від спокуси, неправедних же, призначених для кари, тримати на день суду[12] |